# Iker Urreizti
Iker Urreizti Aldalur (San Sebastián, Guipúzcoa, 26 de abril de 1975) es un exjugador de baloncesto español. Con 1.86 metros de estatura, jugaba en el puesto de  base.

## Carrera deportiva
Urreizti se formó en la cantera del Juven Saski para luego iniciar un largo periplo por varios equipos de ACB, LEB 1, LEB 2 y EBA. Tras su paso por el Ernesto Electrodomésticos Alicante y por el Viña Costeira Verín de la Liga EBA, debutó en la ACB con 22 años, defendiendo la camiseta del CB Valladolid.
A continuación, comenzó una larga trayectoria en la Adecco LEB. Por el camino, ascendió a la máxima categoría con el CB Breogán de Paco García, equipo con el que también jugaría en la ACB. Posteriormente pasaría por varios equipos punteros de la LEB, caso de Club Melilla Baloncesto, Bàsquet Manresa, Gijón Baloncesto, CB León, CB Tarragona, Club Baloncesto Villa Los Barrios, Club Baloncesto Huelva la Luz y Club Baloncesto Canarias, equipo en el que terminó su carrera deportiva con 35 años.
En el año 2018 se encontraba en el puesto 8 de jugadores con más partidos en Liga LEB Oro.

## Equipos
- Club Baloncesto Lucentum Alicante - (Liga EBA): 1995-1996.
- Viña Costeira Verín - (Liga EBA): 1996-1997.
- CB Valladolid - (ACB): 1997-1998.
- Club Baloncesto Breogán - (LEB): 1998-2000.
- Melilla Baloncesto - (LEB): 2000-2001.
- Bàsquet Manresa - (LEB): 2001-2002.
- Gijón Baloncesto - (LEB): 2002-2003.
- Baloncesto Leon - (LEB): 2003-2004.
- Club Bàsquet Tarragona - (LEB): 2004-2005.
- Club Baloncesto Los Barrios - (LEB): 2005-2006.
- Club Baloncesto Ciudad de Huelva - (LEB): 2006-2007.
- CB Canarias - (LEB): 2007-2010.

## Palmarés
- 2 ascensos a la ACB (Breogán 98/99 y Manresa 01/02)
- 1 Copa Príncipe (Melilla 00/01)
- 1 Copa de Galicia
- 1 Liga Catalana